# Toomas Hendrik Ilves

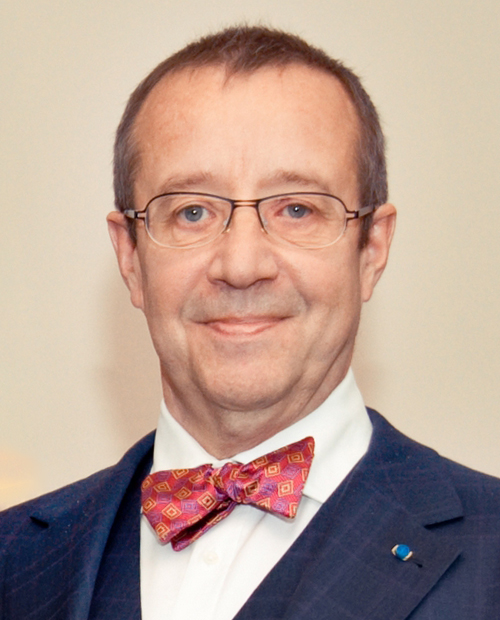
Toomas Hendrik Ilves (2011)

Toomas Hendrik Ilves ['toːmas 'hɛndrik 'ilvɛs] (* 26. Dezember 1953 in Stockholm, Schweden) ist ein estnischer Politiker. Er war vom 9. Oktober 2006 bis zum 10. Oktober 2016 Staatspräsident der Republik Estland.

## Leben

### Jugend und Ausbildung
Toomas Hendrik Ilves wurde auf der Flucht seiner estnischen Eltern in der schwedischen Hauptstadt Stockholm geboren und wuchs in den Vereinigten Staaten auf. Er legte 1972 sein Abitur in Leonia, New Jersey ab.
Ilves studierte von 1972 bis 1976 Psychologie an der Columbia University und schloss 1978 sein Studium mit dem Magistergrad an der University of Pennsylvania ab. Von 1974 bis 1979 war er wissenschaftlicher Mitarbeiter an der Psychologischen Fakultät der Columbia University, von 1979 bis 1981 stellvertretender Direktor des Open Education Center in New Jersey und von 1981 bis 1983 Direktor eines Kunstzentrums in Vancouver.

### Politik
Von 1983 bis 1994 arbeitete Ilves beim Radiosender Radio Free Europe in München, von 1988 bis 1993 als Leiter der estnischsprachigen Redaktion. Danach wechselte er in den diplomatischen Dienst der Republik Estland. Von 1993 bis 1996 war er estnischer Botschafter in den USA, Kanada und Mexiko. 1996 bis 1998 und 1999 bis 2002 war er Außenminister der Republik Estland.
Ab 1999 war Ilves Mitglied des estnischen Parlaments (Riigikogu). Er ist Mitbegründer der estnischen Volkspartei (Rahvaerakond), deren Vorsitzender er bis 1999 war. Bis 2003 war er Vorsitzender der Nachfolgepartei Rahvaerakond Mõõdukad („Volkspartei – Die Gemäßigten“), die sich 2004 in Sozialdemokratische Partei (Sotsiaaldemokraatlik Erakond) umbenannte. 2003 wurde Ilves Beobachtendes Mitglied des Europäischen Parlaments und mit dem EU-Beitritt Estlands 2004 Abgeordneter des Europäischen Parlaments. Er gilt als der Vater des Erdrutschsieges der estnischen Sozialdemokraten bei den Europawahlen 2004.
Am 29. August 2006 war Ilves einziger Kandidat bei den Präsidentenwahlen im estnischen Parlament, erreichte aber in zwei Wahlgängen nicht die erforderliche Mehrheit. Bei der folgenden Abstimmung in der Wahlmännerversammlung (Valimiskogu) am 23. September 2006 gewann er mit 174 zu 162 Stimmen gegen den bisherigen Amtsinhaber Arnold Rüütel. Am 9. Oktober 2006 trat er seine fünfjährige Amtsperiode als vierter Staatspräsident der Republik Estland an.

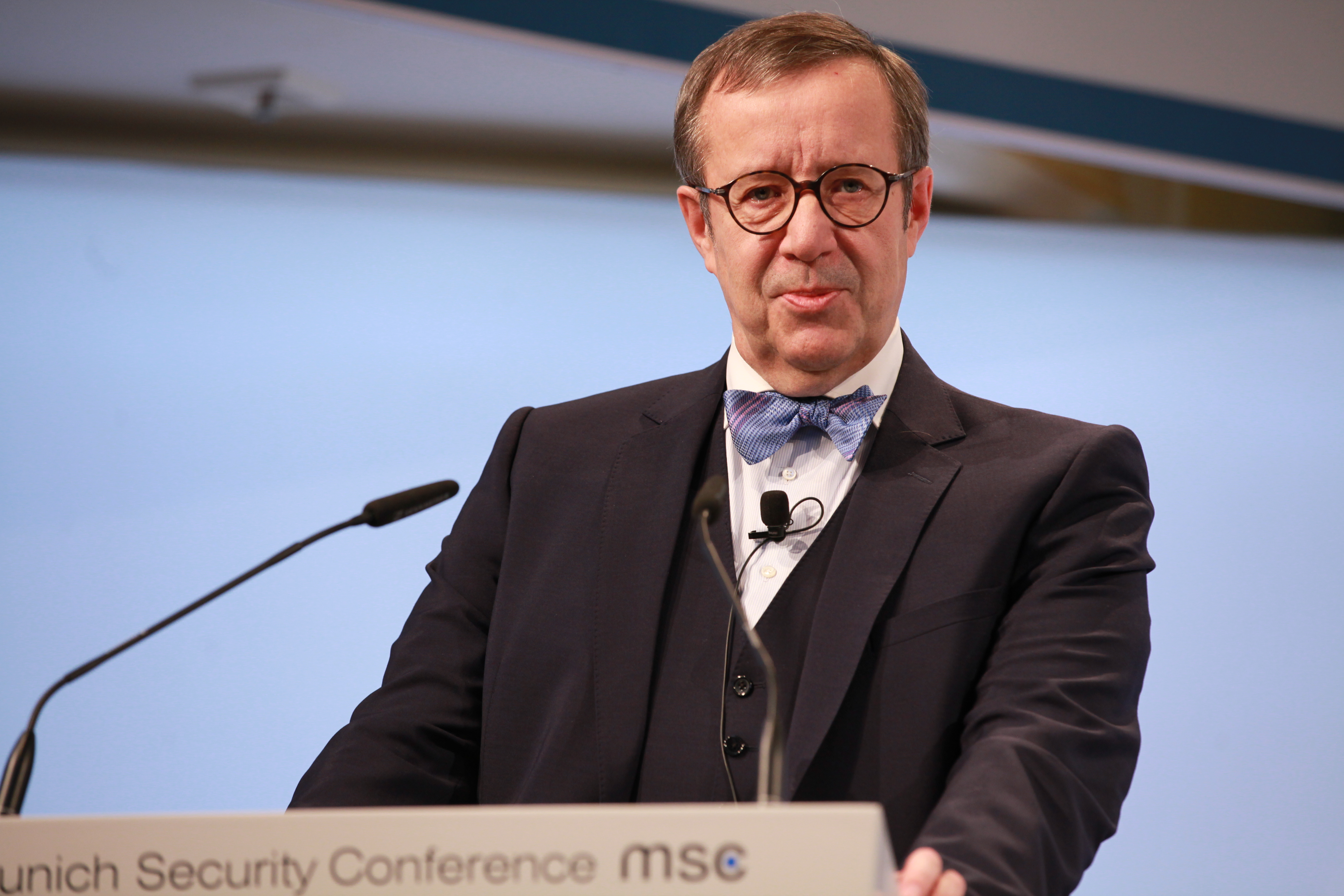
Ilves während der 52. MSC 2016

Am 29. August 2011 wurde Ilves für eine weitere Amtszeit wiedergewählt. Im estnischen Parlament stimmten in geheimer Abstimmung 73 der 101 Abgeordneten für ihn. Sein Herausforderer, der Europaparlamentarier Indrek Tarand, erhielt 25 Stimmen.
Zur Nachfolgerin von Toomas Hendrik Ilves, der nach zwei Amtszeiten nicht mehr als Staatspräsident kandidieren konnte, wurde 2016 die parteilose Kersti Kaljulaid gewählt. Sie trat ihr Amt am 10. Oktober 2016 an.
Nach fast 20 Jahren als parteiloser Politiker ist Ilves seit April 2025 Parteimitglied bei Volt Europa. Er begründet den Wechsel durch die steigende Bedrohung anderer Staaten gegenüber Europa und die Notwendigkeit von pragmatischen Reformen im Europäischen Parlament.

### Auszeichnungen und Ehrungen

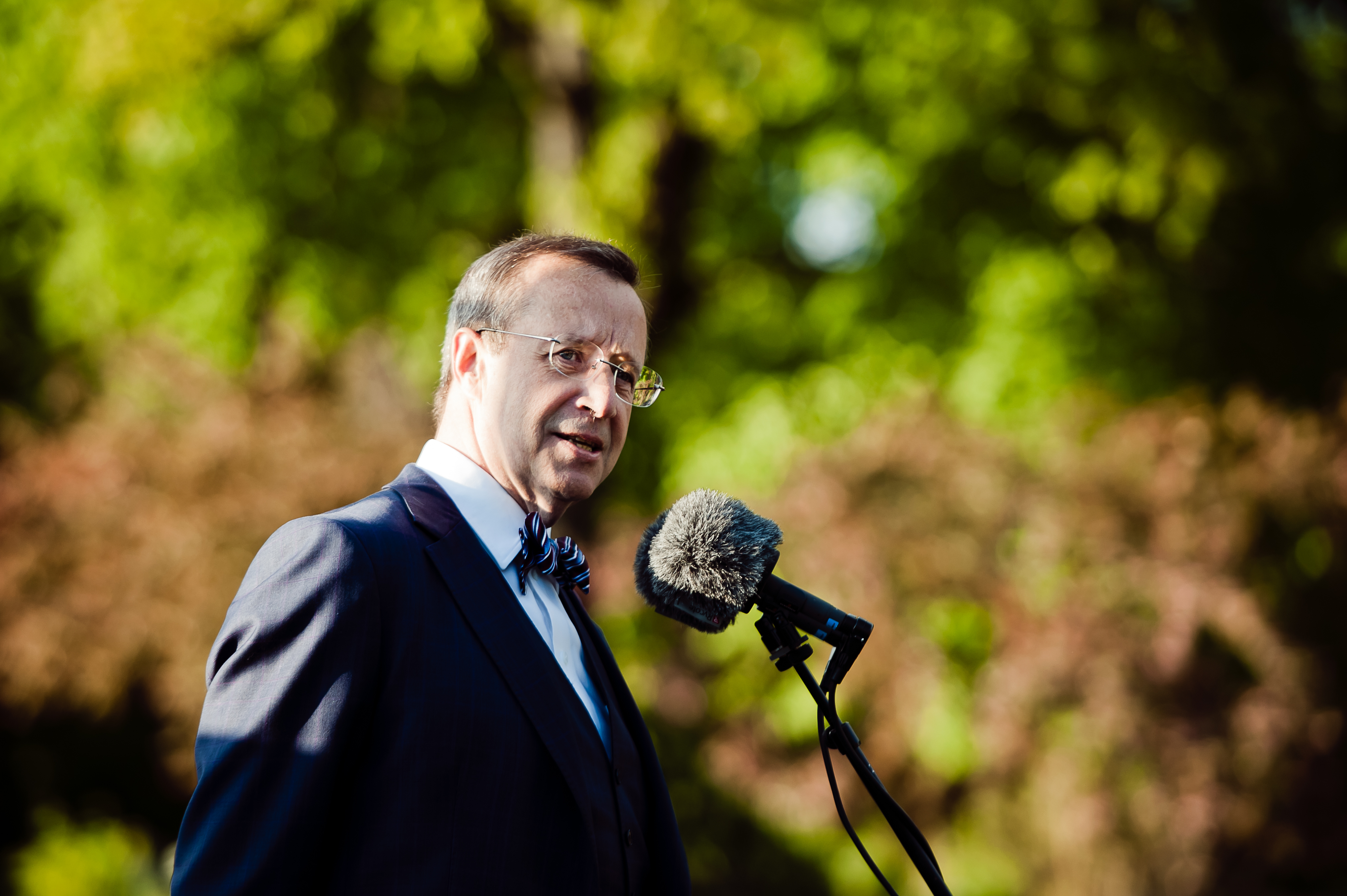
Toomas Hendrik Ilves (2012)

- 2017: Reinhard-Mohn-Preis

### Privates
Toomas Hendrik Ilves hat aus erster Ehe einen Sohn und eine Tochter. In zweiter Ehe war er mit Evelin Ilves verheiratet, mit der er eine Tochter hat. Im April 2015 gab das Paar seine Scheidung bekannt. Im November 2015 verlobte sich Ilves mit der lettischen Beamtin Ieva Kupce. Am 2. Januar 2016 berichteten Medien von ihrer Hochzeit. Am 28. November 2016 wurde ihr gemeinsamer Sohn Hans Hendrik Ilves geboren. Im Jahr 2023 wurde auch diese Ehe geschieden.
Er ist Mitglied im Verein Studierender Esten.